# Flûtes de terres incas
Flûtes de terres incas es un disco recopiltorio de Los Calchakis, editado en 1985 con el sello francés ARION.

## Lista de canciones
| Tema musical        | Recogido en el disco:                        |
| ------------------- | -------------------------------------------- |
| La pastora          | Les Calchakis en scene 1972 (versión nueva)  |
| El centinela        | La flute indienne a travers les siècles 1973 |
| Lejana Purmamarca   | Mystere des Andes 1971                       |
| La maye             | Raíces africanas 1984                        |
| Reservista purajhey | Disque d'or 1970                             |
| Soplo de oriente    | Les Calchakis en scene 1972 (versión nueva)  |
| El pastor           | Mystere des Andes 1971                       |
| Sol de Vilcabamba   | Mystere des Andes 1971                       |
| La bocina           | Flutes, harpes et guitares indiennes 1968    |
| El sacha puma       | La misa criolla 1976                         |
| Kacharpari          | Les flutes de l'Empire Inca 1975             |
| Crepúscolo costeño  | Himno al Sol 1980                            |
| Tuntuneando         | Au pays de la diablada 1979                  |
| Kurikinga           | La flute indienne a travers les siècles 1973 |
| Casi me quisiste    | La misa criolla 1976                         |
| Himno al Sol        | Himno al Sol 1980                            |
| Sanjuanero          | La guitare indienne 1968                     |
| Sonkoy              | Disque d'or 1970                             |
| Selvas y valles     | Au pays de la diablada 1979                  |
| Kapullay            | Disque d'or 1970                             |